# Каменово (Разградская область)
Каменово (болг. Каменово) — село в Болгарии. Находится в Разградской области, входит в общину Кубрат. Население составляет 418 человек.

## Политическая ситуация
В местном кметстве Каменово, в состав которого входит Каменово, должность кмета (старосты) исполняет Стефко Минчев Михнев (Болгарская социалистическая партия (БСП)) по результатам выборов правления кметства.
Кмет (мэр) общины Кубрат — Ремзи Халилов Юсеинов (Движение за права и свободы (ДПС)) по результатам выборов в правление общины.